# شهرستان باکسانسکی
شهرستان باکسانسکی (به لاتین: Baksansky District) یک شهرستان در روسیه است که در کاباردینو-بالکاریا واقع شده‌است.